# Harpacticella lacustris
Harpacticella lacustris är en kräftdjursart som beskrevs av Seymour-sewell 1924. Harpacticella lacustris ingår i släktet Harpacticella och familjen Harpacticidae. Inga underarter finns listade i Catalogue of Life.